# 1631
Реформація •  Епоха великих географічних відкриттів •  Ганза •  Нідерландська революція •  Річ Посполита •  Запорозька Січ

## Геополітична ситуація
Османську імперію очолює Мурад IV (до 1640). Під владою османського султана перебувають Близький Схід та Єгипет, Середземноморське узбережжя Північної Африки, частина Закавказзя, значні території в Європі: Греція, Болгарія і Сербія. Васалами османів є Волощина та Молдова.
Священна Римська імперія — наймогутніша держава Європи. Її територія охоплює, крім німецьких земель, Угорщину з Хорватією, Богемію, Північну Італію. Її імператором є Фердинанд II з родини Габсбургів (до 1637). Фердинанд III Габсбург — король Угорщини. На території імперії триває Тридцятирічна війна.
Габсбург Філіп IV Великий є королем Іспанії (до 1665) та Португалії. Йому належать Іспанські Нідерланди, південь Італії, Нова Іспанія, Нова Гранада та Нова Кастилія в Америці, Філіппіни. Португалія, попри правління іспанського короля, залишається незалежною. Вона має володіння в Бразилії, в Африці, в Індії, на Цейлоні, в Індійському океані й Індонезії.
Північ Нідерландів займає Республіка Об'єднаних провінцій. Король Франції — Людовик XIII Справедливий (до 1643). Королем Англії є Карл I (до 1640). Король Данії та Норвегії — Кристіан IV Данський (до 1648), Швеції — Густав II Адольф (до 1632). На Апеннінському півострові незалежні Венеціанська республіка та Папська область.
Королем Речі Посполитої, якій належать українські землі, є Сигізмунд III Ваза (до 1632). На півдні України існує Запорозька Січ.
Царем Московії є Михайло Романов (до 1645). Існують Кримське ханство, Ногайська орда.
В Ірані правлять Сефевіди.
Значними державами Індостану є Імперія Великих Моголів, Біджапурський султанат, султанат Голконда, Віджаянагара. У Китаї править династія Мін, маньчжури утворили династію Пізня Цзінь. У Японії триває період Едо.

## Події

### В Україні
- Іван Петражицький-Кулага став наказним гетьманом реєстрових козаків.
- Гетьманом нереєстрових козаків став Андрій Гаврилович.

### У світі
- Тридцятирічна війна:

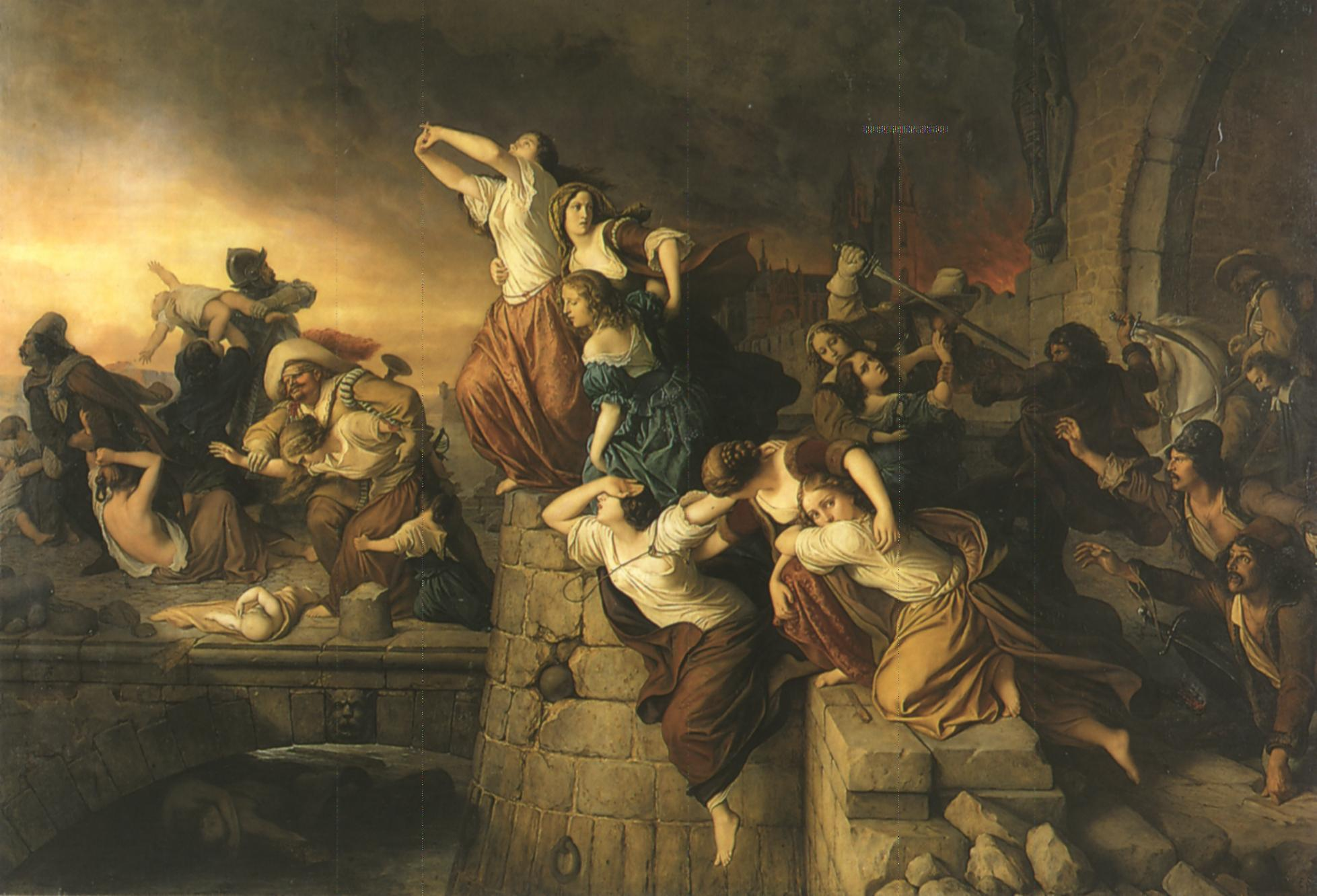
Магдебурзька різня.

  - 23 січня Франція та Швеція підписали в Бервальде угоду, за якою Франція зобов'язалася надавати фінансову підтримку шведським військам у Німеччині.
  - 13 квітня шведські війська завдали поразки імперському гарнізону Франкфурта-на-Одері.
  - 10 квітня імперські війська після довгої облоги захопили Магдебург. Місто було віддане на триденне розграбування. Імперці влаштували різню, що ввійшла в історію і спонукала протестантських князів Німеччини до союзу зі шведами.
  - 16 липня шведи взяли Вюрцбург.
  - 22 липня шведи зазнали поразки під Вербеном.
  - 11 вересня курфюрст Саксонії, досі нейтральний, перейшов на бік шведів.
  - 17 вересня шведи здобули значну перемогу над імперцями в битві під Брайтенфельдом.
  - 10 жовтня саксонські війська взяли Прагу.
  - 23 грудня шведи захопили Майнц.
- Вісімдесятирічна війна:
  - 12 вересня іспанський флот завдав поразки нідерландському поблизу Абролоса біля берегів Бразилії.
  - 12—13 вересня нідерландський флот розгромив іспанський у битві в каналі Слак у Нідерландах.
- 19 квітня підписанням у П'ємонті мирного договору завершилася війна за мантуанську спадщину.
- Англійський мореплавець Люк Фокс вирушив на пошуки Північно-західного проходу.
- Засновано гімназію Густафа Адольфа у Равелі.
- Почалося спорудження Тадж Махалу.
- Засновано Братськ.

## Народились
Див. також Категорія:Народились 1631

## Померли
Дивись також Категорія:Померли 1631
- 31 березня — Джон Донн, англійський поет, найбільший представник метафізичного напряму